# Líbano nos Jogos Olímpicos de Inverno de 1980
O Líbano competiu nos Jogos Olímpicos de Inverno de 1980, realizados em Lake Placid, Estados Unidos.